# Sara Giese
Sara Joanna Giese, född Stenström den 7 december 1974 i Stockholm, är en svensk regissör och dramatiker.

## Biografi
Giese tog examen vid Dramatiska Institutet 2004 och har sedan dess arbetat på bl.a. Stockholms Stadsteater, Uppsala Stadsteater, Unga Klara, Riksteatern och Dramaten. Hon har framför allt uppmärksammats för sina uppsättningar av nyskriven dramatik och har samarbetat återkommande med författare som Jonas Hassen Khemiri, Maria Sveland, Liv Strömquist, Åsa Lindholm och Anders Duus. På Dramaten har hon regisserat uruppföranden av Lars Noréns Om kärlek och Kristina Lugns Hej, det är jag igen. Som dramatiker har hon gjort dramatiseringar av Liv Strömquists seriealbum och bearbetat klassiker, som August Strindbergs Fröken Julie, där Kim Anderzon gjorde titelrollen som ambassadörshustru i Västafrika. 
Hennes uppsättning av Maria Svelands pjäs Befrielsefronten på Örebro Länsteater blev uttagen till Scenkonstbiennalen 2017.
Hennes scenversion av Liv Strömquists album "Prins Charles känsla" blev utvald till projektet "Puls på Sverige" och sändes i SVT 2012.

## Karriär
Innan regiutbildningen på Dramatiska Institutet studerade hon teatervetenskap och dramapedagogik vid Stockholms universitet samt skådespeleri på Stockholms Elementära Teaterskola. 1997-2000 arbetade hon som scentekniker och regiassistent på backstage, Stockholms Stadsteaters scen för ny dramatik, där hon även arbetade som bokare till backstage klubbkvällar bonus. På 90-talet skrev och regisserade hon pjäser som spelades på fria scener i Stockholm.
Giese har deltagit i flera internationella kulturutbyten, bl.a. Goethe-Institutets gästprogram för unga regissörer på Maxim-Gorki-Theater i Berlin 2010 och kursen Big stage, regi för stora scen, i Tallinn, Helsingfors och Stockholm 2005.

## Övrigt
Sara Giese är gift med regissören, formgivaren och musikern David Giese sedan 2006 och är syster till dramatikern och regissören Paula Stenström Öhman.

## Teater

### Regi (ej komplett)
| År   | Produktion                                                                                        | Upphovsmän                                                       | Teater                                                                         |
| ---- | ------------------------------------------------------------------------------------------------- | ---------------------------------------------------------------- | ------------------------------------------------------------------------------ |
| 2003 | 4h Obligatoriskt - Det passionerade ämnet                                                         | Åsa Lindholm                                                     | Orionteatern                                                                   |
| 2004 | Bettysagorna                                                                                      | Åsa Lindholm                                                     | Moment:Teater                                                                  |
| 2004 | Personangrepp                                                                                     | Martin Crimp                                                     | Göteborgs stadsteater                                                          |
| 2005 | Mi-Mi´s sexuella liv                                                                              | Åsa Lindholm                                                     | Ung scen/öst                                                                   |
| 2006 | Now My Heart Is Full                                                                              | Sara Giese                                                       | Moment:Teater                                                                  |
| 2006 | Allt ska bort                                                                                     | Anders Duus                                                      | Riksteatern                                                                    |
| 2007 | Akutintaget: Glasburen Sedermera död Åttonde våningen                                             | Vanja Isacson Jens Peter Karlsson Emma Broström                  | Malmö Dramatiska Teater                                                        |
| 2007 | Bitterfittan                                                                                      | M P Hedenius efter Maria Svelands bok                            | Uppsala Stadsteater Pusterviksteatern Stockholms Stadsteater Radioteatern 2008 |
| 2008 | Fem gånger gud                                                                                    | Jonas Hassen Khemiri                                             | Riksteatern                                                                    |
| 2009 | Fröken Julie                                                                                      | August Strindberg                                                | Teater i Hågelbyparken                                                         |
| 2009 | Monsterkabinettet                                                                                 | Malin Axelsson                                                   | Unga Klara                                                                     |
| 2010 | Om kärlek                                                                                         | Lars Norén                                                       | Dramaten                                                                       |
| 2010 | Fröken Julie                                                                                      | August Strindberg                                                | Teater i Hågelbyparken                                                         |
| 2011 | Prins Charles känsla                                                                              | Liv Strömquist                                                   | Malmö Stadsteater Radioteatern SVT 2012                                        |
| 2013 | Grodregn över Fruängen                                                                            | Anders Duus                                                      | Stockholms Stadsteater                                                         |
| 2013 | Apatiska för nybörjare                                                                            | Jonas Hassen Khemiri                                             | Stockholms Stadsteater                                                         |
| 2014 | Den besynnerliga händelsen med hunden om natten The Curious Incident of the Dog in the Night-time | Simon Stephens efter en roman av Mark Haddon                     | Örebro länsteater                                                              |
| 2014 | Hej, det är jag igen                                                                              | Kristina Lugn                                                    | Dramaten                                                                       |
| 2015 | 1984                                                                                              | Robert Icke och Duncan Macmillan Efter en roman av George Orwell | Riksteatern/ Östgötateatern                                                    |
| 2016 | Befrielsefronten                                                                                  | Maria Sveland                                                    | Örebro Länsteater                                                              |
| 2016 | Dagbrott                                                                                          | Anders Duus                                                      | Riksteatern/Giron sámi teáhter                                                 |
| 2016 | Medan klockan tickar                                                                              | Ninna Tersman, Anders Duus, Dougald Hine och Jesper Weithz       | Dramaten/ Riksteatern/ Östgötateatern                                          |
| 2017 | Uppgång & fall                                                                                    | Liv Strömquist                                                   | Uppsala Stadsteater                                                            |
| 2018 | Det finns ingenting att vara rädd för                                                             | Johan Heltne                                                     | Uppsala Stadsteater                                                            |
| 2018 | Fattigfällan                                                                                      | Charlotta von Zweigbergk                                         | Uppsala Stadsteater                                                            |
| 2019 | Kung Lear King Lear                                                                               | William Shakespeare Översättning Britt G. Hallqvist              | Romateatern                                                                    |
| 2019 | 100 sånger                                                                                        | Roland Schimmelpfennig                                           | Örebro länsteater                                                              |
| 2020 | Män kan inte våldtas                                                                              | Märta Tikkanen                                                   | Lilla Teatern HKT                                                              |
| 2021 | Johnny the Fucker                                                                                 | Marie Persson Hedenius Baserad på Magnus Ugglas bok              | Kulturhuset Stadsteatern                                                       |
| 2022 | Bygdens söner                                                                                     | Anders Duus                                                      | Östgötateatern                                                                 |

### Scenografi (ej komplett)
| År   | Produktion                                            | Upphovsmän                                      | Regi       | Teater                  |
| ---- | ----------------------------------------------------- | ----------------------------------------------- | ---------- | ----------------------- |
| 2004 | Bettysagorna                                          | Åsa Lindholm                                    | Sara Giese | Moment:teater           |
| 2007 | Akutintaget: Glasburen Sedermera död Åttonde våningen | Vanja Isacson Jens Peter Karlsson Emma Broström | Sara Giese | Malmö Dramatiska Teater |
| 2008 | Fem gånger gud                                        | Jonas Hassen Khemiri                            | Sara Giese | Riksteatern             |
| 2009 | Bitterfittan                                          | Maria Sveland                                   | Sara Giese | Uppsala stadsteater     |
| 2009 | Fröken Julie                                          | August Strindberg                               | Sara Giese | Teater i Hågelbyparken  |
| 2010 | Hedda Gabler                                          | Henrik Ibsen                                    | Sara Giese | Riksteatern             |
| 2010 | Duvorna                                               | David Gieselman                                 | Sara Giese | Luleå Teaterhögskola    |
| 2019 | 100 sånger                                            | Roland Schimmelpfennig                          | Sara Giese | Örebro länsteater       |
| 2020 | Bygdens söner                                         | Anders Duus                                     | Sara Giese | Östgötateatern          |
| 2021 | Johnny the Fucker                                     | Magnus Uggla                                    | Sara Giese | Stockholms stadsteater  |
| 2022 | Syrenvägen                                            | Anders Duus                                     | Sara Giese | Scenkonst Sörmland      |
| 2023 | Marsvinsnätter                                        | Christina Herrström                             | Sara Giese | Norrbottensteatern      |